# Пак Джан Сун
Пак Джан Сун (кор. 박장순?, 朴章洵?; род. 10 апреля 1968 или 10 апреля 1967, Порён, Чхунчхон-Намдо) — корейский борец вольного стиля, чемпион и двукратный вице-чемпион Олимпийских игр, чемпион мира, чемпион Азии, чемпион Азиатских игр

## Биография
В 1987 году выступил на чемпионате мира и смог войти в шестёрку сильнейших.
На Летних Олимпийских играх 1988 года в Сеуле боролся в категории до 68 килограммов (лёгкий вес). Участники турнира, числом в 30 человек в категории, были разделены на две группы. За победу в схватках присуждались баллы, от 4 баллов за чистую победу и 0 баллов за чистое поражение. В каждой группе определялись четыре борца с наибольшими баллами (борьба проходила по системе с выбыванием после двух поражений), они разыгрывали между собой места с первое по восьмое. Победители групп встречались в схватке за первое-второе места, занявшие второе место — за третье-четвёртое места и так далее. Корейский борец ровно провёл турнир и уверенно вышел в финал, но там потерпел поражение от непобедимого с 1983 года Арсена Фадзаева со счётом 6-0 и остался с «серебром» Олимпийских игр.
| Круг  | Соперник           | Страна                                    | Результат | Основание                                 | Время схватки |
| ----- | ------------------ | ----------------------------------------- | --------- | ----------------------------------------- | ------------- |
| 1     | Жерар Сарто        | Франция                                   | Победа    | 9-4 (3 балла)                             |               |
| 2     | Рене Нейер         | Швейцария                                 | Победа    | 15-0 (за явным преимуществом) (3,5 балла) | 4:46          |
| 3     | Даниэль Наваррет   | Аргентина                                 | Победа    | 15-0 (за явным преимуществом) (3,5 балла) | 3:38          |
| 4     | Крис Браун         | Австралия                                 | Победа    | 5-2 (3 балла)                             |               |
| 5     | Хенмедехиин Амараа | Монголия                                  | Победа    | 5-0 (3 балла)                             |               |
| 6     | -                  | -                                         | -         | -                                         |               |
| 7     | Нейт Карр          | Соединённые Штаты Америки                 | Победа    | 3-2 (3 балла)                             |               |
| 8     | Дэвид Маккэй       | Канада                                    | Победа    | 13-4 (3 балла)                            |               |
| Финал | Арсен Фадзаев      | Союз Советских Социалистических Республик | Поражение | 0-6 (0 баллов)                            |               |

В 1989 году стал бронзовым призёром чемпионата Азии. В 1990 году победил на Гран-при Германии и стал чемпионом Азиатских игр, а затем перешёл из лёгкого веса в полусредний. В 1991 году бы вторым на розыгрыше Кубка мира и пятым на чемпионате мира.
На Летних Олимпийских играх 1992 года в Барселоне боролся в категории до 74 килограммов (полусредний вес). Участники турнира, числом в 18 человек в категории, были разделены на две группы, регламент турнира в основном остался прежним, но в группах определялись пять лучших борцов. Пак Джан Сун смог пройти весь турнир, победив в тяжелейших полуфинальной и финальной схватках, и стал олимпийским чемпионом.
| Круг  | Соперник               | Страна                    | Результат | Основание       | Время схватки |
| ----- | ---------------------- | ------------------------- | --------- | --------------- | ------------- |
| 1     | Александр Лайпольд     | Германия                  | Победа    | 8-2 (3 балла)   |               |
| 2     | Иоаким Василиадис      | Греция                    | Победа    | 4-0 (3 балла)   |               |
| 3     | Янош Нажи              | Венгрия                   | Победа    | 5-0 (3,5 балла) |               |
| 4     | Ёсихико Хара           | Япония                    | Победа    | 6-0 (3 балла)   |               |
| 5     | Амир Реза Хадем Азгади | Иран                      | Победа    | 2-1 (3 балла)   |               |
| Финал | Кенни Мондэй           | Соединённые Штаты Америки | Победа    | 1-0 (3 балла)   |               |

В 1993 году завоевал звание чемпиона мира, победив в финале прославленного Дейва Шульца. В 1994 году был бронзовым призёром Азиатских игр. В 1996 году стал двукратным чемпионом Азии.
На Летних Олимпийских играх 1996 года в Атланте боролся в категории до 74 килограммов (полусредний вес). После первого круга, борцы делились на две таблицы: победителей и побеждённых. Победители продолжали бороться между собой, а побеждённые участвовали в утешительных схватках. После двух поражений в предварительных и классификационных (утешительных) раундах, борец выбывал из турнира. В ходе турнира, таким образом, из таблицы побеждённых убывали дважды проигравшие, но она же и пополнялась проигрывающими из таблицы победителей. В конечном итоге, определялись восемь лучших борцов. Не проигравшие ни разу встречались в схватке за 1-2 место, выбывшие в полуфинале встречались с победителями утешительных схваток и победители этих встреч боролись за 3-4 места и так далее. В категории боролись 22 спортсмена. Пак Джан Сун уверенно дошёл до финала, где проиграл Бувайсару Сайтиеву со счетом 0-5 и вновь остался с «серебром» Олимпийских игр.
| Круг                 | Соперник             | Страна      | Результат | Основание      | Время схватки |
| -------------------- | -------------------- | ----------- | --------- | -------------- | ------------- |
| 1                    | Магомедсалам Гаджиев | Азербайджан | Победа    | 4-1 (4 балла)  | 5:00          |
| 2                    | Виктор Пейков        | Молдова     | Победа    | 3-0 (3 балла)  | 6:11          |
| Четвертьфинал        | Такуя Ота            | Япония      | Победа    | 5-0 (5 баллов) | 5:00          |
| Полуфинал            | Пламен Паскалев      | Болгария    | Победа    | 5-3 (5 баллов) | 5:00          |
| Финал (за 1-2 место) | Бувайсар Сайтиев     | Россия      | Поражение | 0-5 (0 баллов) | 5:00          |

После Олимпийских игр оставил карьеру, перейдя на тренерскую работу, тренирует в спортивном клубу Samsung Insurance.